# عمر خالد حسن
لواء: عمر خالد حسن، عسكري مصري، كان قائد قطاع بورسعيد العسكري، خلال حرب أكتوبر 1973.